# 趙斗南
趙 斗南（チョ・トゥナム、朝鮮語: 조두남、1912年10月9日 - 1984年11月8日）は、朝鮮出身、満州国と韓国の音楽家。雅号は夕湖。

## 経歴
朝鮮平安南道の平壌のカトリック家庭に生まれ、幼い時に米国出身の神父ジョゼフ・キャノンス(J. Cannons）から、西洋音楽と作曲を学んだ。
11歳（1923年）で「昔ばなし（옛이야기）」を作曲、17歳で初の歌曲集を出版。平壌の崇実学校を卒業した後、満州へ移住した。
21歳（1932年）の時、牡丹江の安宿で尹海栄（윤해영、1909年～1956年）に出会い、「龍井の歌」（後に「先駆者（선구자）」へ改名）を作曲した。
第二次世界大戦後に帰国し、ソウルで創作活動を行い、朝鮮戦争後に慶尚南道・馬山に定住し、主にピアノ教育に邁進する。
1962年、韓国文化芸術団体総連合会・馬山市支部の初代支部長に就任するなど馬山地域の芸術振興に多大な貢献をした。
1962年に慶尚南道文化賞、1976年に訥園文化賞を受賞。
1963年12月30日　ソウル市民会館で開催された「1963年・送年音楽会」で、バリトンの金学根（김학근）が「先駆者」の歌を披露。その後、基督教放送の番組「慣れ親しんだわが国のうた（정든 우리 가곡）」のテーマ音楽として7年間にわたって毎日放送され、国民的愛唱歌となっていく。
1982年、病気で療養中に、『第二随想集　思慕（그리움）―作曲家趙斗南の人間と音楽―』を出版、牡丹江での尹海栄との出会いについて回想する。
1984年11月8日、馬山市新浦洞の自宅で他界。死後に文化勲章を受章した。

## 「先駆者」と親日疑惑

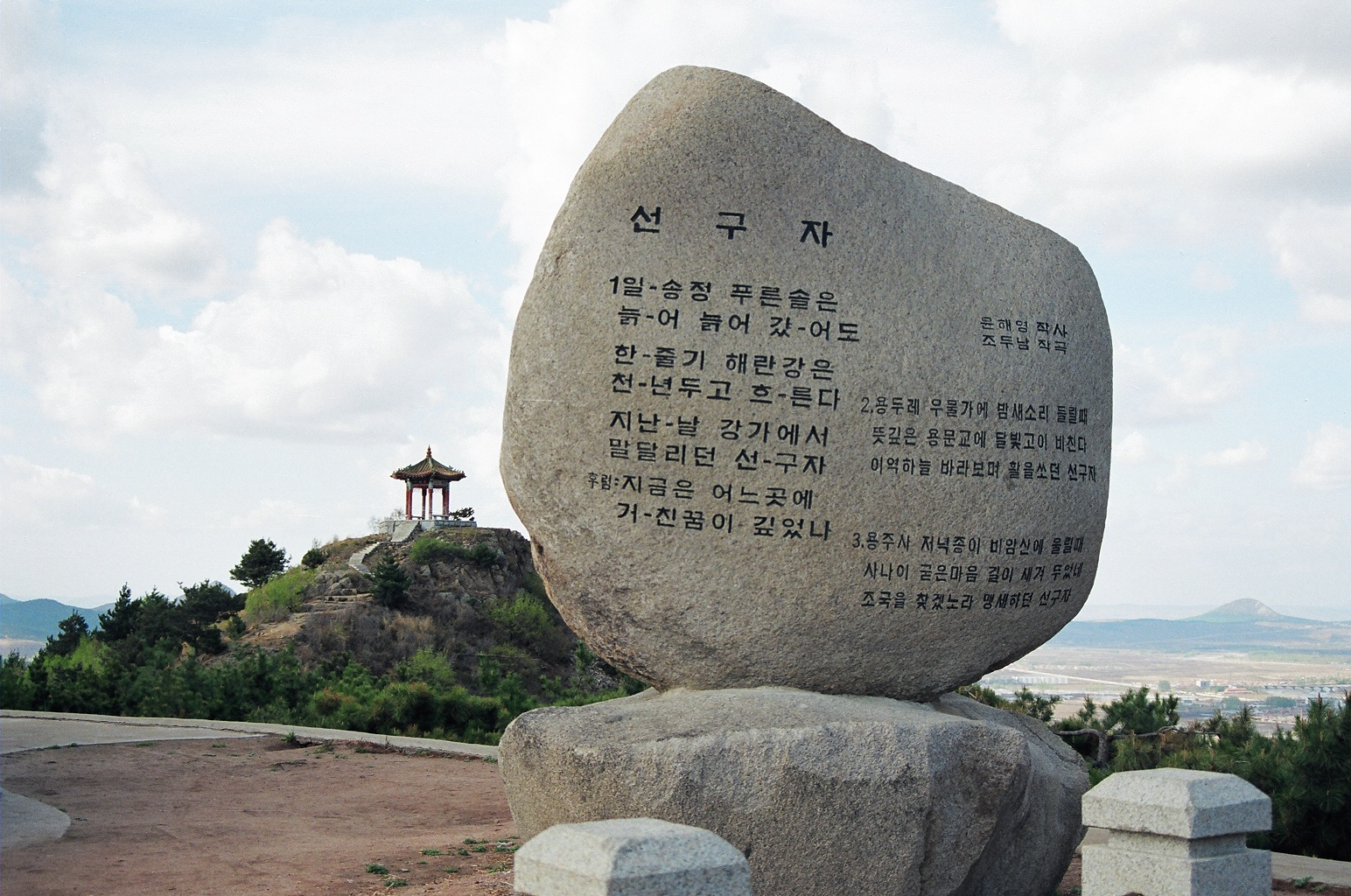
中国・延辺朝鮮族自治州龍井市の琵岩山にあった「先駆者」歌碑。現在は削除されている

「一松亭の青松は年老いていけども」ではじまる「先駆者」の歌は、1970年代、1980年代の韓国民主化運動の中でもしばしば歌われ、金泳三、金大中の両元大統領の愛唱歌でもあった。
自身のアルバムに「先駆者」を収録している歌手には、チョー・ヨンピル、趙英男、尹亨柱、厳正行（テナー歌手）らがいる。
作曲の経緯について趙斗南は、牡丹江の安宿で暮らしていた趙斗南のもとに、尹海栄という若者が突然訪ねてきて、歌詞を見せながら「わが民族がみんなで一緒になって祖国の光複を待ち、希望を失うことなく唄える歌をつくってほしい」と語ったため、それに応えて作曲したものと説明していた。また、尹海栄にはその後、会うことはなかったとも語っていた。
尹海栄については、満州で教師をしていたということ以外よく知られおらず、趙斗南は回顧録で尹海栄を、素性を明かせない独立闘士のように描写していた。だが、1992年の中韓国交正常化を前後して韓国と中国・延辺の交流が盛んになるなか、当時を知る朝鮮族の証言から、その親日的な人物像が明らかになる。
- 1982年、音楽評論家パク・ボンソク（박봉석）が「先駆者」は1922年作曲「ニムとともに」（님과 함께）（イ・ウンサン作詞、朴泰準作曲）の盗作でないかと問題提起。
- 1994年5月24日、馬山アカデミーライオンズクラブ（南吉祐会長）が、昌原駅前広場に「先駆者」歌碑を建立する。歌碑の周囲には特殊音響装置を設置、正午になると自動的に先駆者が流れる。南会長は、「今後は、龍井にも歌碑を建立、馬山駅広場で野外音楽会を開くなど、趙斗南先生の意志を称える文化活動を持続的に開催したい」と述べる。[1]
- 1996年、「朝鮮族文化叢書　豆満江4集」（遼寧民族出版社）が出版される。そのなかで、1940年代に黒龍江省で趙斗南と一緒に活動していたキム・ジョンファ(김종화・ 金鐘和・1912～）が、先駆者の歌が発表されたのは1932年ではなく、1944年春に寧安で開かれた趙斗南の新曲発表会で、当時の歌詞には「馬を駆った先駆者」「祖国を取り戻すと誓った先駆者」などはなく、「涙の行商」「流れてきた身の上」など流浪の民の恨（ハン）と悲しみを訴えた叙情的な内容だったと語る。[2]
- 2002年6月、馬山市議らが趙斗南紀念館建設予定地に松の木を寄贈、併せて「一松寄贈石」碑を建立する。[3]

- 2002年11月、延辺の作家リュ・ヨンサンが韓国の月刊誌『マル』に「一松亭青松に先駆者はいなかった」を寄稿、趙斗南の親日疑惑を再度提起。
- 2002年、趙斗南の親日問題が韓国で大きくなるなか、キム・ジョンファ(김종화）が、趙斗南の回顧録『思慕（그리움）』は事実と異なると指摘。「徴兵制ばんざい（징병제 만세）」、「皇国の母（황국의 어머니）」とともに満州国を賛美する「アリラン満州（아리랑 만주）」を作曲していたと証言。趙斗南と尹海栄は親しい間柄で、一緒に音楽活動をしていたことを明らかにする。
- 2003年5月29日、韓国馬山で趙斗南紀念館（조두남기념관・馬山市新浦洞1街68-1番地）が開館するも、市民団体の抗議を受け閉館。
- 2003年7月、馬山市から「作曲家・趙斗南実態調査団」が延辺を訪れ、延辺大学の教師らと懇談会を開く。
- 2004年3月12日、韓国KBS『ヨルリン・チャンネル』は「先駆者はいない」を放送。「先駆者」の盗作疑惑を再度追及。
- 2004年5月、『音楽家　キム・ジョンファ―彼の音楽作品と人生』（民族出版社）が延辺で出版される。趙斗南についても言及。
- 2005年6月15日、趙斗南音楽館は馬山音楽館と名前を変えて再び開館。趙斗南以外の音楽家の資料も同時に展示する。
- 2008年、民族問題研究所が編纂した親日人名辞典収録予定者名簿に趙斗南が含まれる。
- 2009年11月8日、民族問題研究所が編纂した「親日人名辞典」（친일인명사전）に正式に収録される。
- 2013年、国立ソウル顕忠院の一松亭に先駆者の歌詞を刻んだ木碑が設置される。
- 2015年11月19日、国立ソウル顕忠院は、敷地内の一松亭にあった先駆者の歌詞を刻んだ木碑を撤去。民族問題研究所をはじめ民間団体から抗議の声があがっていた。[4]
- 2019年5月、馬山音楽館の展示をリニューアル。「先駆者」の楽譜などをあらたに展示。[5]
- 2019年8月6日、開かれた社会希望連帯（열린사회 희망연대）と民主社会建設慶南運動本部（민주사회건설경남운동본부）が、昌原市役所で記者会見を開き、趙斗南に関する展示の撤去を要求。「歌詞に出てくる先駆者は、独立運動家を指しているのではなく、日本と日帝の手先として独立軍討伐の先頭に立った間島特設隊など親日朝鮮人を指す」と主張。また、音楽館で常設展示している音楽家５人のうち、パン・ヤウォル（반야월）も親日音楽家だと指摘した。[5]
- 2019年8月7日、昌原市は、馬山音楽館に展示していた胸像、蝋人形、「先駆者」の楽譜など、趙斗南に関する展示を撤去。「先駆者」の歌詞に出てくる一松亭、ヨンドゥレ井戸など、野外の展示物についても再整備や撤去する予定と明らかにした。[5]
- 2020年3月27日、市民参加型ネット新聞「オーマイニュース」が、昌原駅前に建つ「先駆者」歌碑を撤去すべきとの声があがっていると報道。歌碑を建てた馬山アカデミーライオンズクラブの会長は、「クラブ創立10周年を記念して20年前に建てたもの。次回の理事会で相談し、どうするか決定したい」と述べる。[6]

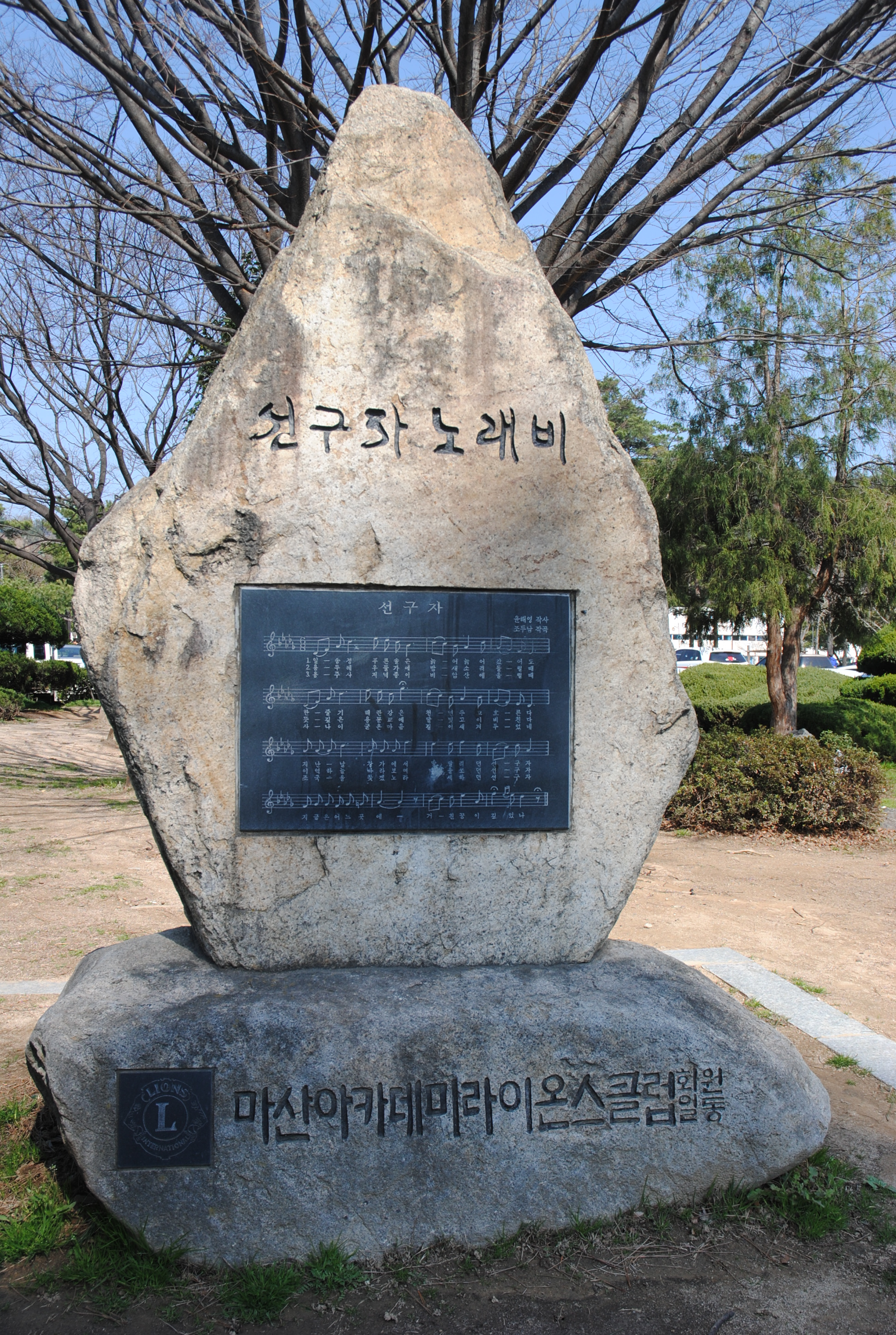
馬山アカデミーライオンズクラブによって1994年5月24日に馬山駅前に建立された「先駆者」歌碑
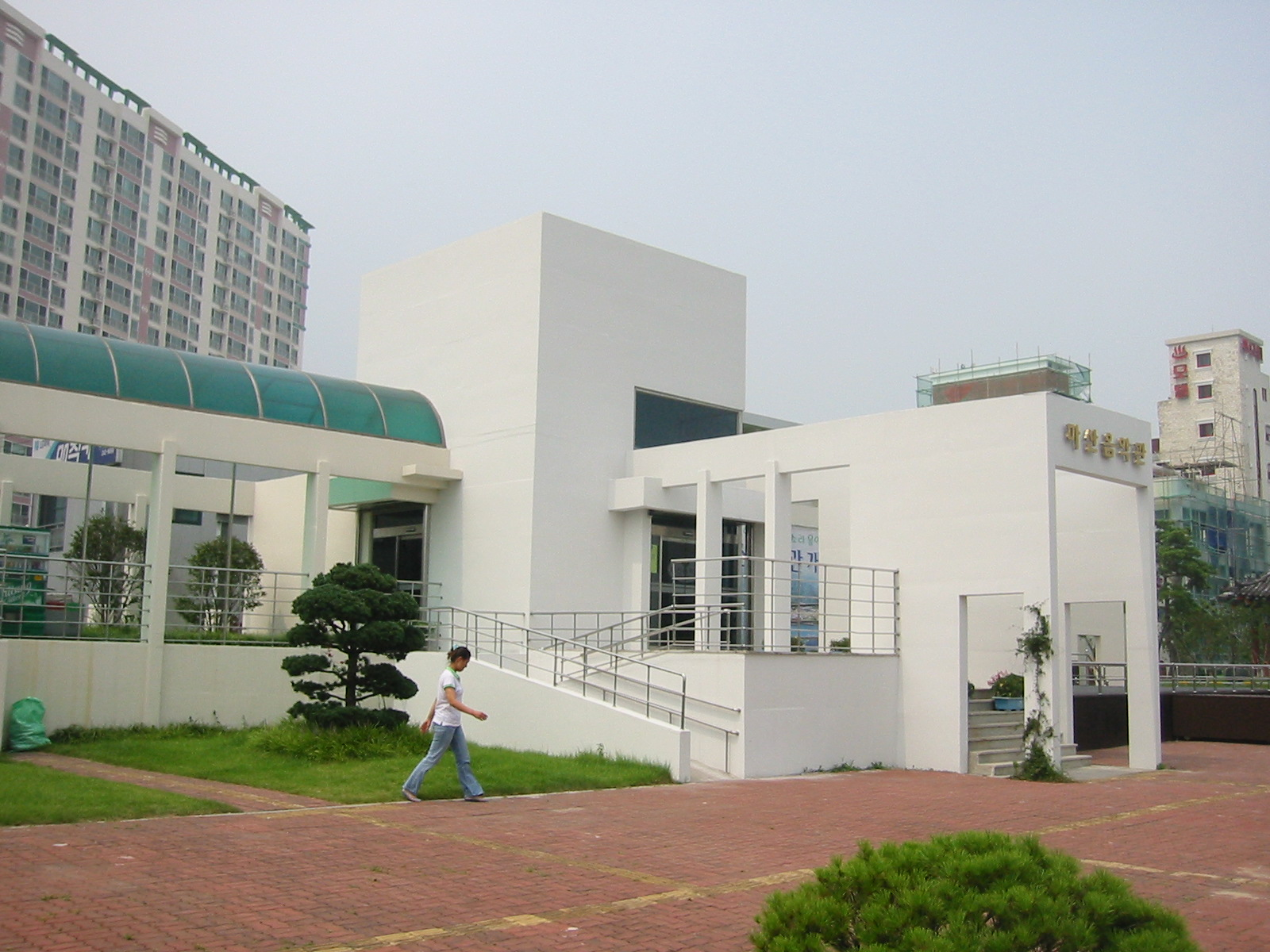
馬山音楽館(馬山市新浦洞1街68-1番地）の外観
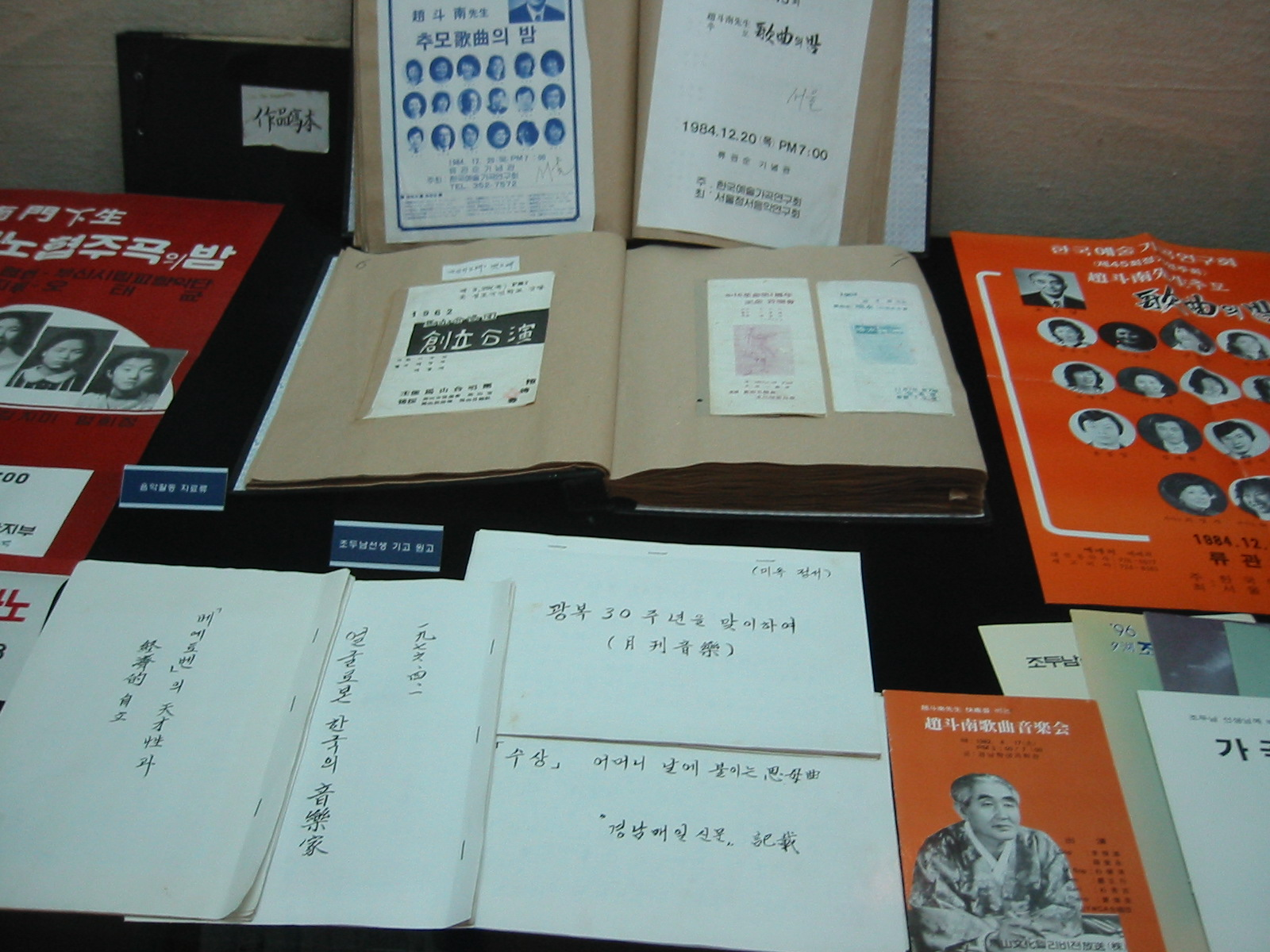
馬山音楽館の趙斗南に関する展示
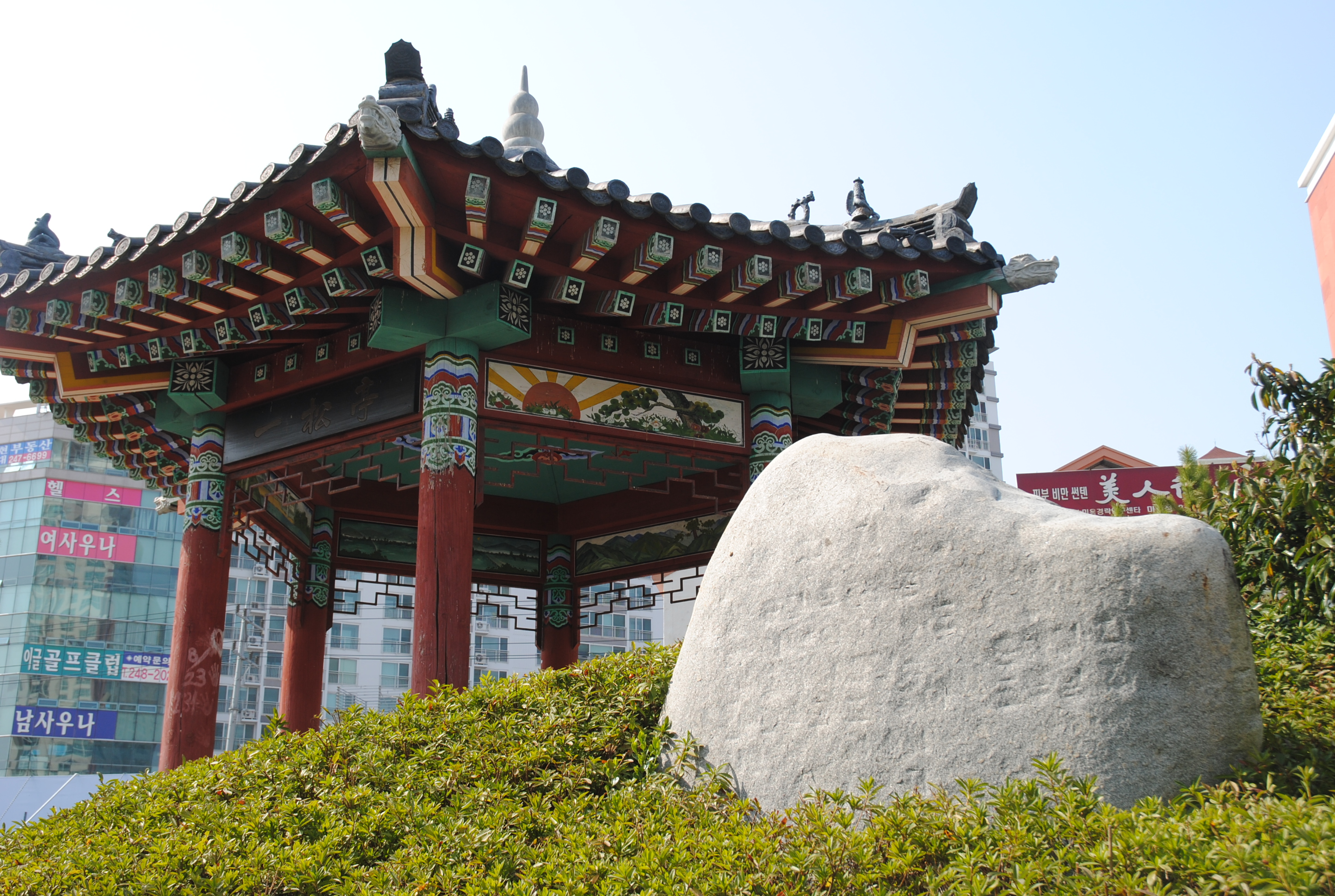
歌詞が削られた馬山音楽館の「先駆者歌碑」
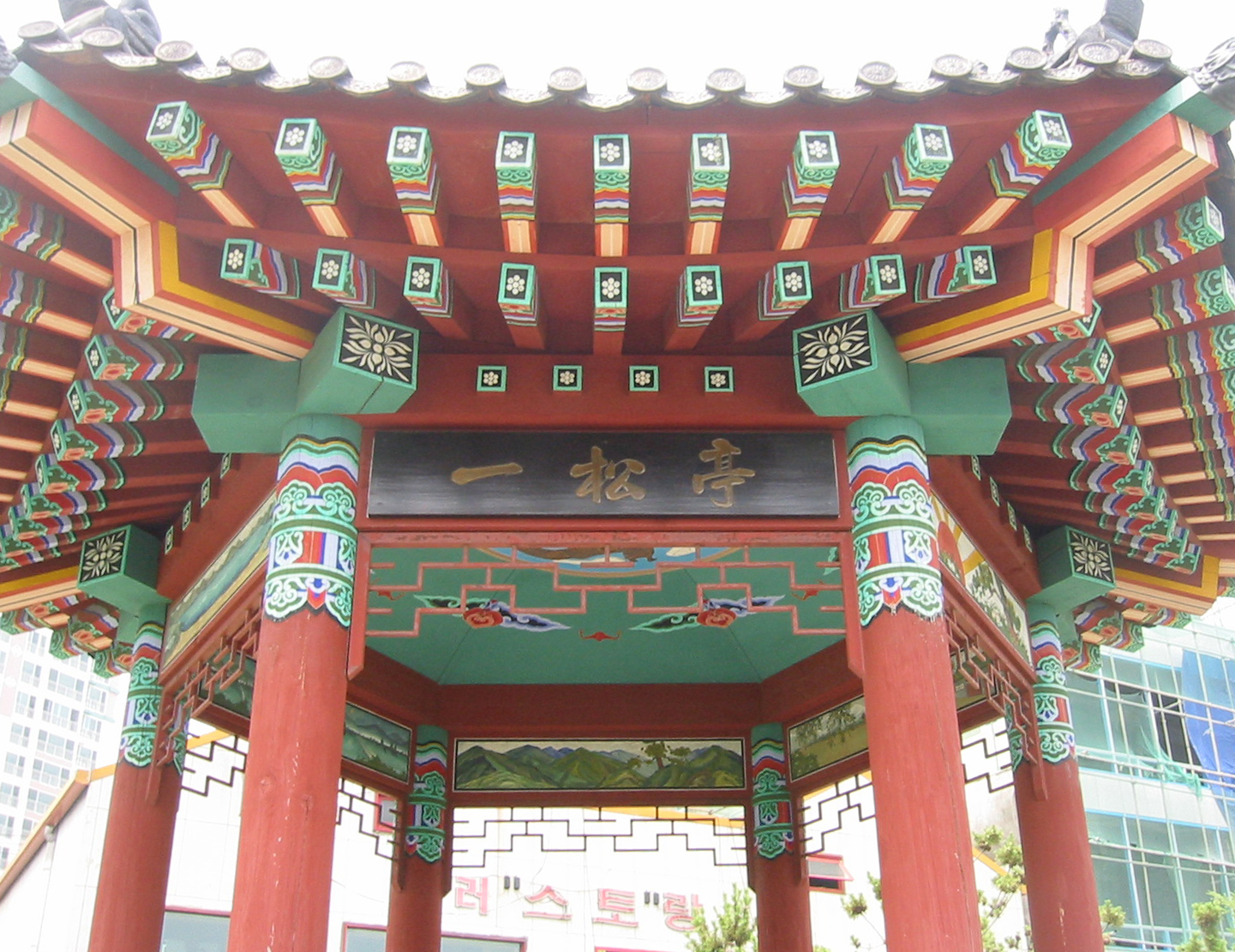
中国・延辺朝鮮族自治州龍井市にある亭子を再現
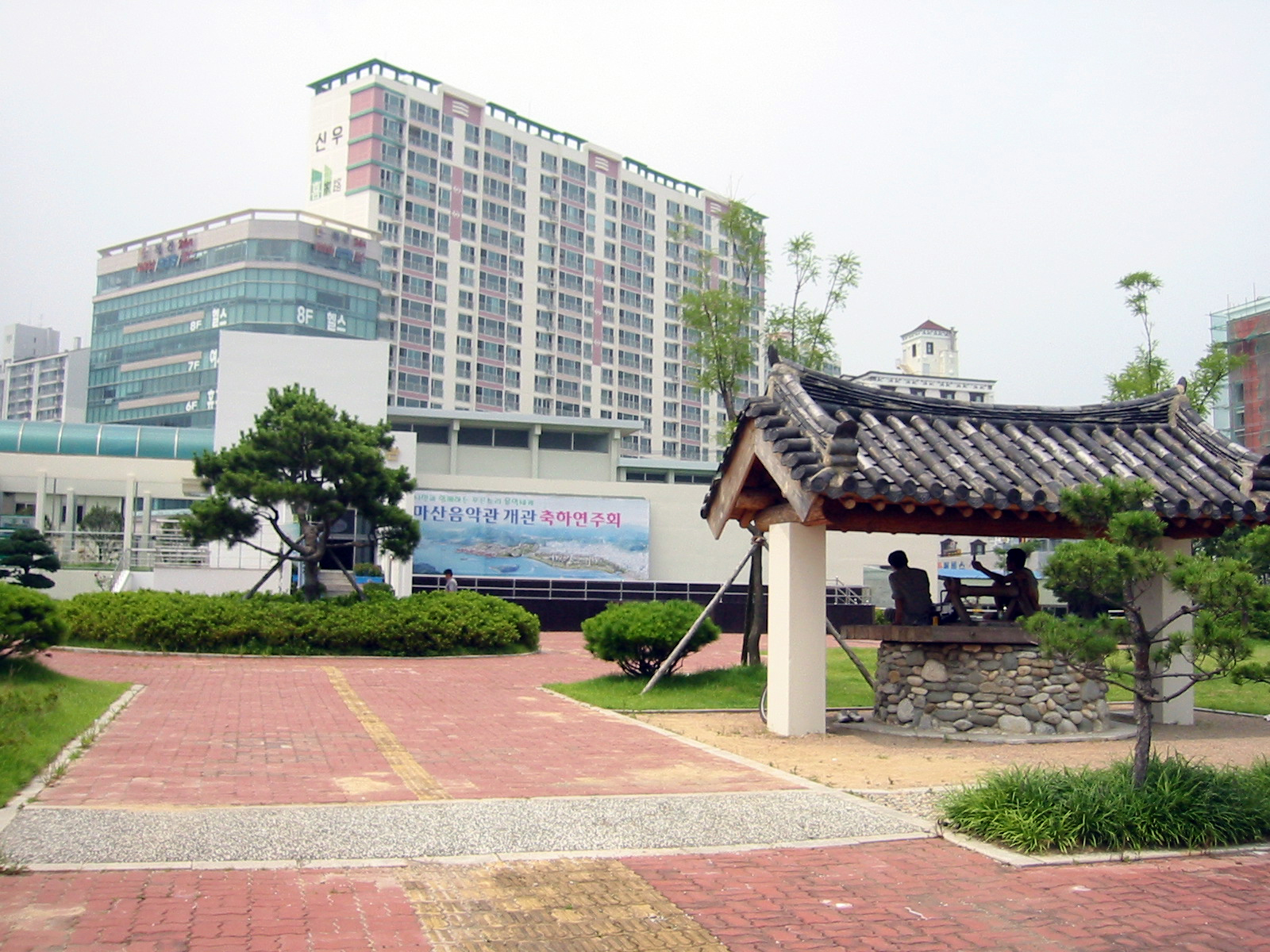
敷地内に龍井市の井戸を再現
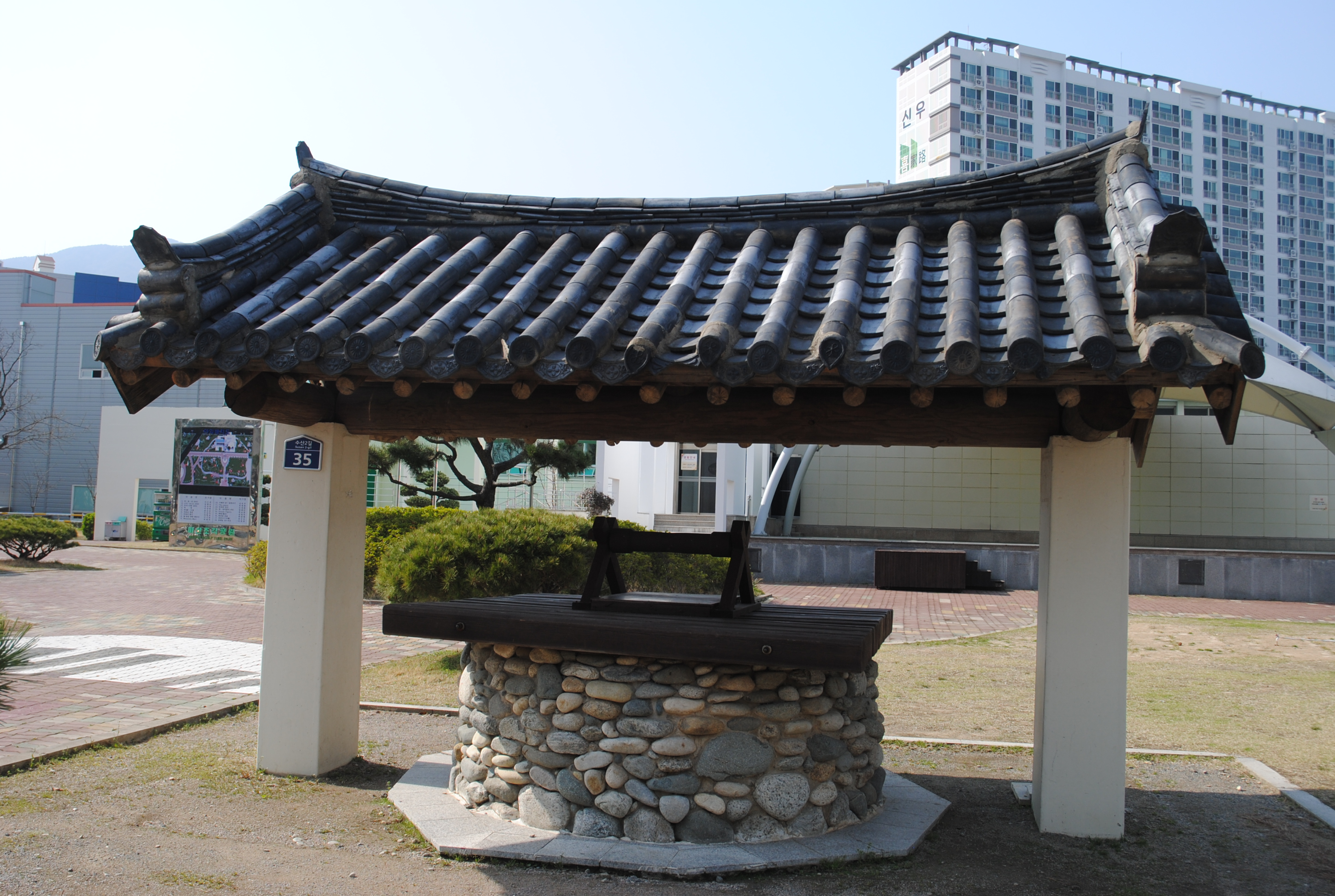
延辺朝鮮族自治州「龍井」の地名の由来となった井戸を再現

## 親日人名辞典に収録された作曲家・作詞家
- 金東振
- 金聖泰
- 金載勳
- 金駿泳
- 金海松
- 朴是春
- 半夜月
- 徐永德
- 孫牧人
- 安益泰
- 李冕相
- 李鳳龍
- 李在鎬
- 李鍾泰
- 李哲
- 李興烈
- 任東爀
- 全基炫
- 趙鳴岩
- 韓相基
- 玄濟明
- 洪蘭坡